# Сороколетов, Фёдор Павлович
Фёдор Па́влович Сороколе́тов (8 марта 1924, д. Выворотково, Курская губерния — 20 декабря 2008, Санкт-Петербург) — советский и российский лингвист, лексикограф, диалектолог, доктор филологических наук, профессор, главный научный сотрудник Института лингвистических исследований РАН.
Автор и составитель более 200 научных трудов, один из активных создателей Большого (1945—1965; 1991—1994) и Малого академических словарей русского языка (1957—1961; 1981—1984; 1985—1988). Главный редактор «Словаря русских народных говоров» (СРНГ) с 24 по 46 выпуск.

## Биография
Родился в 1924 году в деревне Выворотково Курской губернии; из семьи крестьян-середняков.
После окончания Бесединской средней школы в 1940 году поступил на факультет языка и литературы Курского государственного педагогического института.
Учёба прервалась в связи с началом Великой Отечественной войны, в 1941—1945 годах Сороколетов служил в частях РККА, участвовал в боях на Центральном и 1-м Белорусском фронтах, воевал в Польше и Германии — был автоматчиком разведвзвода, затем — командиром танкового орудия; принимал участие в Параде Победы на Красной площади в Москве 24 июня 1945 года.
Демобилизовавшись в октябре 1945, вернулся на учёбу в Курский пединститут и окончил его с отличием в 1948 году по специальности «преподаватель русского языка и литературы в средней школе».
В октябре 1948 поступил в аспирантуру при Ленинградском отделении Института русского языка АН СССР, в августе 1950 переведён в аспирантуру Института языкознания АН СССР.
В 1952 году окончил аспирантуру, в этом же году защитил кандидатскую диссертацию «Производственная лексика в русском языке послевоенной прозы».
Книга «История военной лексики в русском языке (XI—XVII вв.)» стала итогом двадцатилетней работы Ф. П. Сороколетова. При исследовании военной лексики древнерусского периода им был применён системный подход к материалу, что давало возможность сопоставления двух состояний военного словаря XI—XIV вв. и XV—XVII вв., исследования семантических процессов и языковых изменений в лексике. По этой книге в 1971 году автором была защищена докторская диссертация. С апреля 1984 — профессор.
Главным делом жизни Ф. П. Сороколетова является «Словарь русских народных говоров», 41 выпуск которого был опубликован до его кончины в 2008 году (редактор, вып. 2—23, 1966—1987; главный редактор, вып. 24—41, 1989—2007).
Благодаря энтузиазму и подвижнической деятельности Ф. П. Сороколетова также созданы два важных труда по истории русской лексикографии: «Очерки по русской диалектной лексикографии» (1987) и «История русской лексикографии» (ответственный редактор, 1998; 2001).
Похоронен на Серафимовском кладбище в Санкт-Петербурге.

## Награды
Награждён орденами Отечественной войны I степени (21.2.1987), Красной Звезды (5.2.1945), медалями: «За победу над Германией в Великой Отечественной войне», «За отвагу» (28.11.1943), «За освобождение Варшавы», «За взятие Берлина» и другими.

## Избранные труды
Список трудов см.: Проблемы диалектной лексикологии и лексикографии. К 80-летию Фёдора Павловича Сороколетова. — СПб.: Наука, 2004. — С. 14—25.
- Сороколетов Ф. П. История военной лексики в русском языке. — Л.: Наука, 1970. — 384 с. — 2200 экз.
  - История военной лексики в русском языке (XI—XVII вв.). — 2-е изд. — М.: УРСС, 2009. — 386 с. — ISBN 978-5-397-00679-8.
- Сороколетов Ф. П. Избранные труды / Сост.: О. Д. Кузнецова, Е. Ф. Сороколетова; Ред. С. А. Мызников. — СПб.: Наука, 2011. — 480 с. — 300 экз. — ISBN 978-5-02-038264-0.